# Grotte di Nettuno
La grotta di Nettuno (in catalano Coves de Neptú) è una formazione carsica situata a circa 24 km da Alghero, nel versante nord-ovest del promontorio di Capo Caccia, nell'omonima area protetta della Sardegna nord-occidentale.
La grotta fu scoperta da un pescatore locale nel XVIII secolo, e fin da allora si rivelò una popolare attrazione turistica. La grotta prende il suo nome dalla divinità romana del mare, Nettuno, era gestita dalla Azienda di soggiorno e turismo di Alghero ed attualmente dalla Fondazione di Alghero.

## Accesso e visita
Data la particolare collocazione dell'apertura per accedervi, l'ingresso alle grotta è possibile solo se le condizioni meteo-marine lo permettono. Per accedervi vi sono due possibilità: mediante una scalinata di 654 gradini che si snoda lungo la parete del massiccio di Capo Caccia, la cosiddetta Escala del Cabirol (in catalano, "La scala del capriolo", proprio per la particolare conformazione che si inerpica sul promontorio), opera dell’architetto, politico e poeta sardo Antoni Simon Mossa.
L'altra possibilità è via mare, con partenza dal porto di Alghero o dall'imbarco del molo della Dragunara a Porto Conte, questa scelta è consigliata soprattutto se si vuole visitare parte della costa e/o non si abbia voglia o possibilità di fare i 654 gradini, impresa ardua soprattutto per il ritorno. Il servizio traghetti è attivo giornalmente in primavera e estate e con frequenze minori in autunno e inverno.
Fino al 1959, data di completamento della Escala del Cabirol la grotta di Nettuno era visitabile solo dal mare, e quindi accessibile solo in condizioni di mare calmo. Questa situazione rendeva molti problemi poiché la fama della grotta faceva confluire oltre ai turisti moltissime personalità che a volte non hanno potuto visitarla. Già dall'800 moltissime erano le idee e progetti anche molto fantasiosi. Il più comune era quello di costruire un tunnel che partendo dal versante sud di Capo Caccia, punto prevalentemente calmo soprattutto con il vento dominante di maestrale, portasse alla grotta.
Nel famoso libro del viaggiatore sir John Warren Tyndale The Island of Sardinia pubblicato a fine '800, il Tyndale aveva prospettato questa soluzione, poiché nonostante un soggiorno molto prolungato presso Alghero non poté visitarla con sua grande frustrazione, e dovette rifarsi alla descrizione dell'altro scrittore/viaggiatore Alberto Ferrero Conte De La Marmora che scrisse il libro Voyage en Sardaigne. Lo stesso La Marmora accompagnò all'interno della grotta il Re di Sardegna Carlo Alberto di Savoia, che visitò la grotta tre volte, come testimoniato da delle lastre marmoree ancora rinvenibili all'interno della grotta: la prima volta durante la visita in Sardegna da principe, nel 1829, mentre le altre due volte nel 1841 e nel 1843, accompagnato la seconda dal figlio primogenito, il futuro primo Re d'Italia Vittorio Emanuele II di Savoia.
All'interno si trovano:
- il lago Lamarmora: lago salato sotterraneo, ha profondità di circa 9 m per una larghezza massima di 25 m e lunghezza di 100 m, presenta al centro una colonna stalagmitica denominata Acquasantiera dovuta ai ricettacoli nella parte alta, che contengono acqua dolce. Sul fondo del lago una formazione di stalagmiti denominata Albero di Natale
- la sala delle Rovine: nome dovuto agli scempi dei visitatori nell'Ottocento
- la sala della Reggia: con colonne calcitiche di circa 9 m, la parte più alta raggiunge i 18 m
- la spiaggia dei Ciottolini: sassolini ad oggi non più presenti
- la sala Smith o sala dell'Organo: dal nome del capitano inglese fra i primi scopritori nell'800, al cui centro si trova un'alta colonna chiamata Grande Organo le cui colate assomigliano a canne di organo. La Cupola è una formazione di stalagmiti lisce unita al soffitto.
- la sala delle Trine e dei Merletti
- la Tribuna della Musica: quasi una balconata sopra la sala della Reggia e sul lago.

La parte non visibile al pubblico è costituita dal lago dei Funghi, galleria del Metrò, lago Semilunare di 70 m di lunghezza e 52 m di profondità.

## Galleria d'immagini

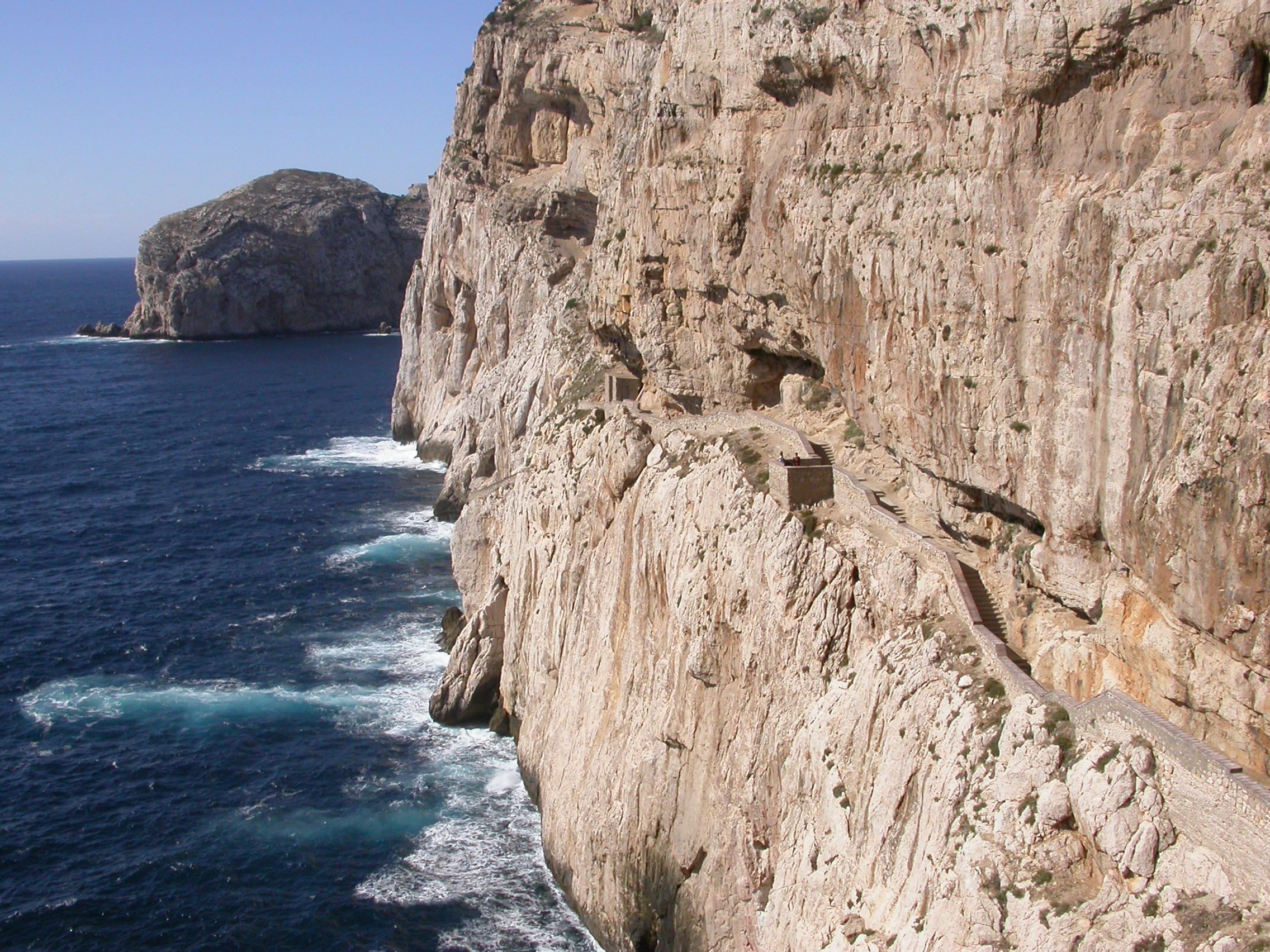
La scala del Cabirol
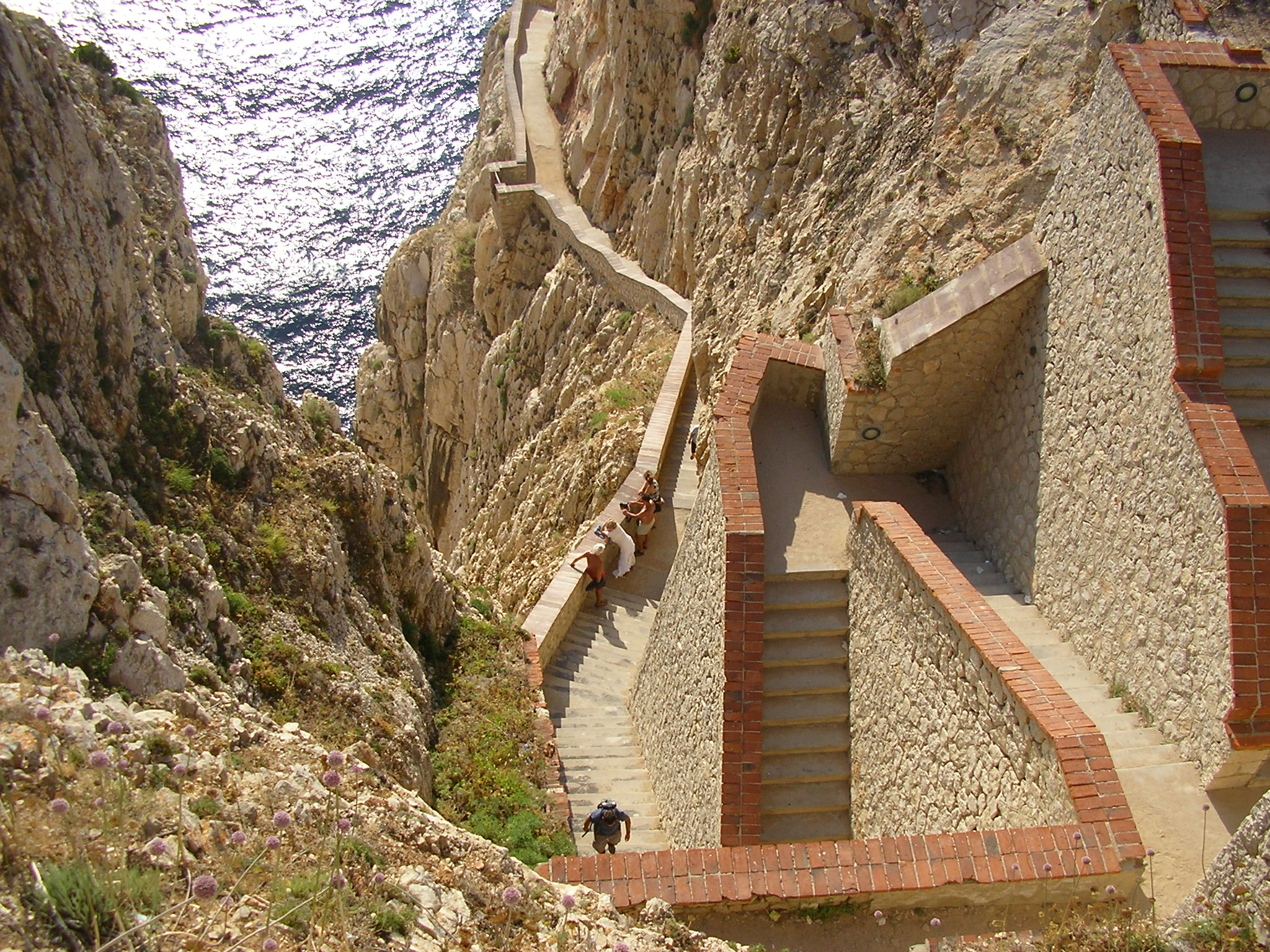
Veduta delle scale d'accesso alle grotte
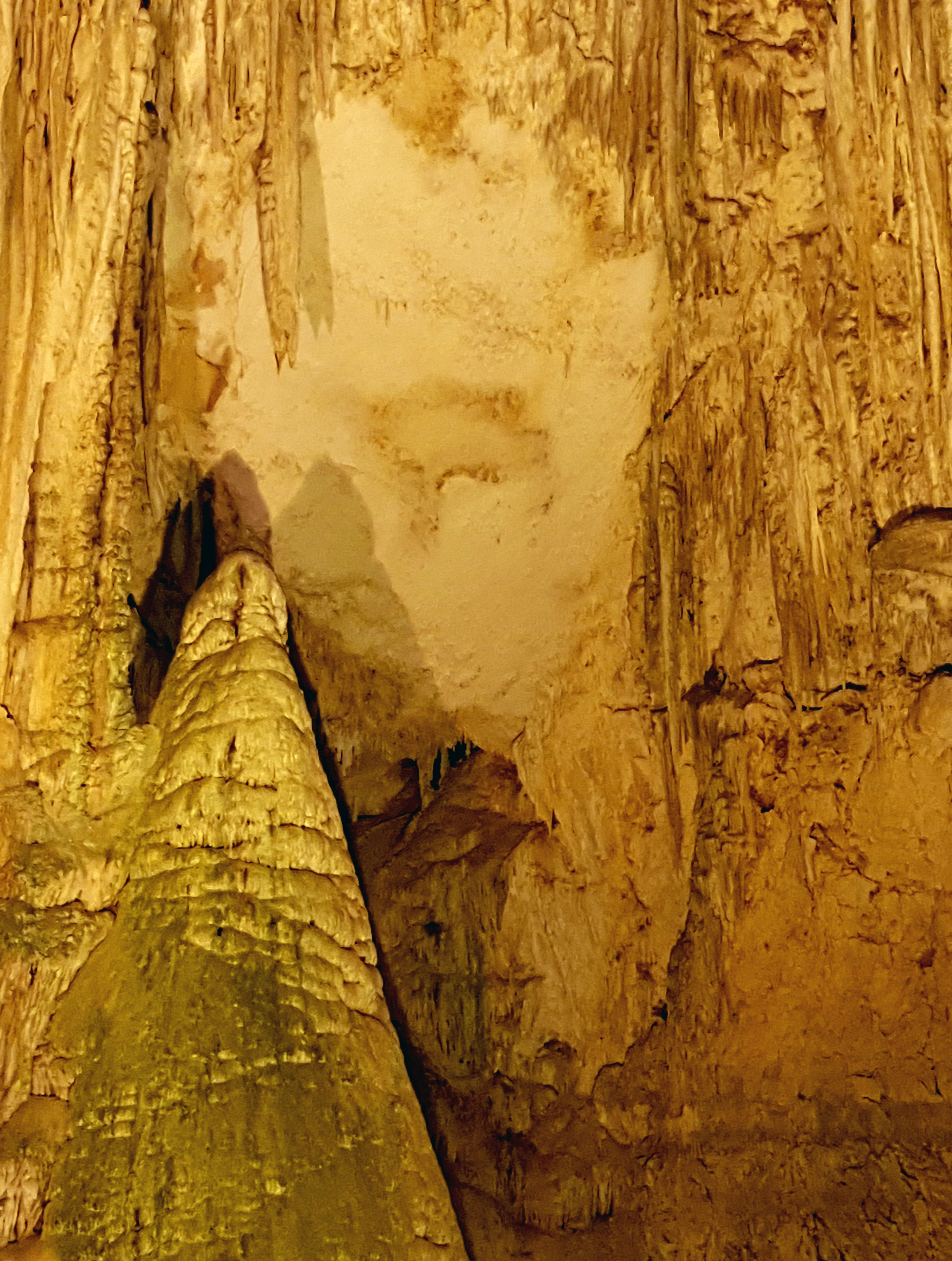
Il "suonatore d'organo", fenomeno pareidolistico della grotta
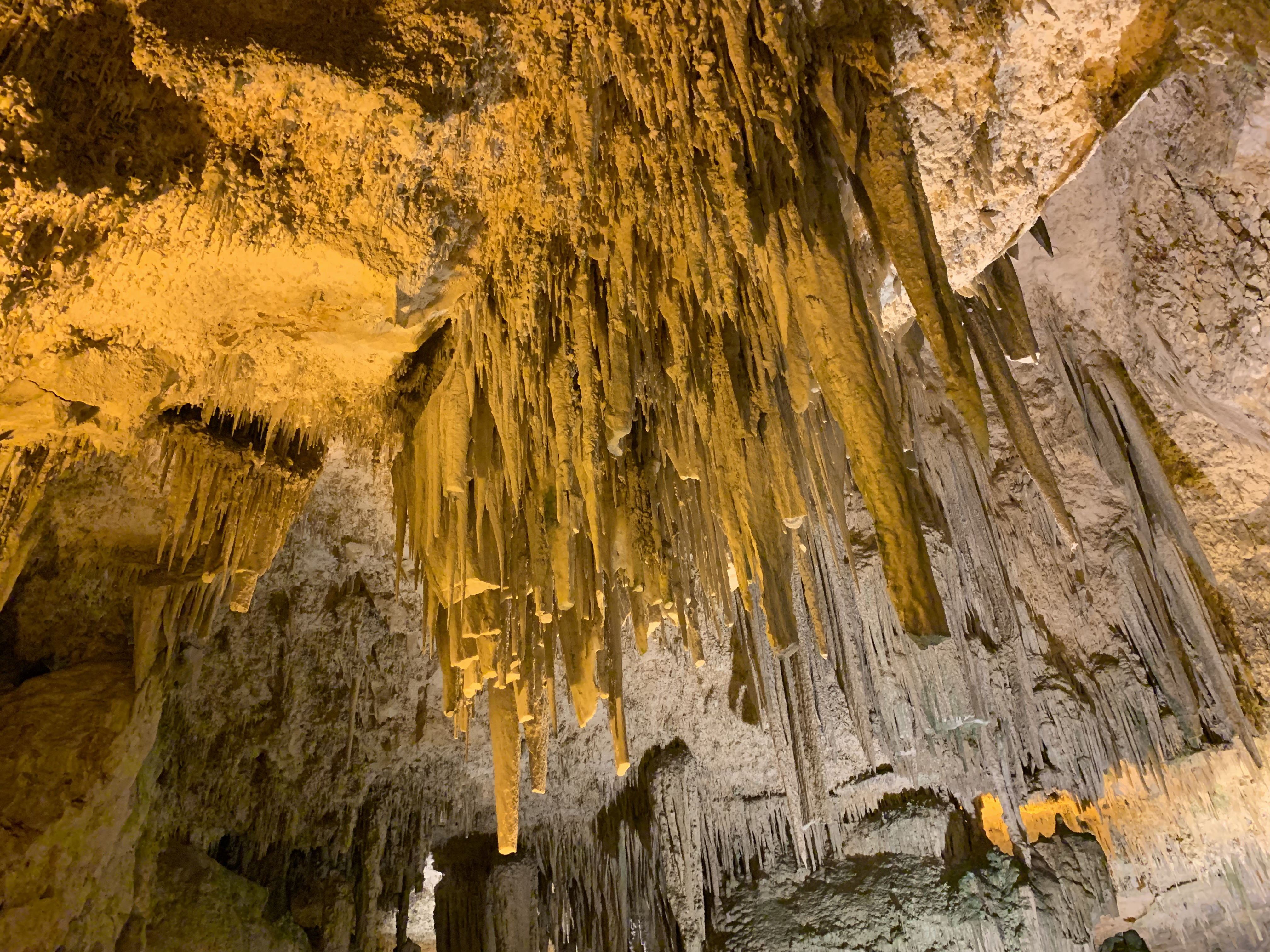
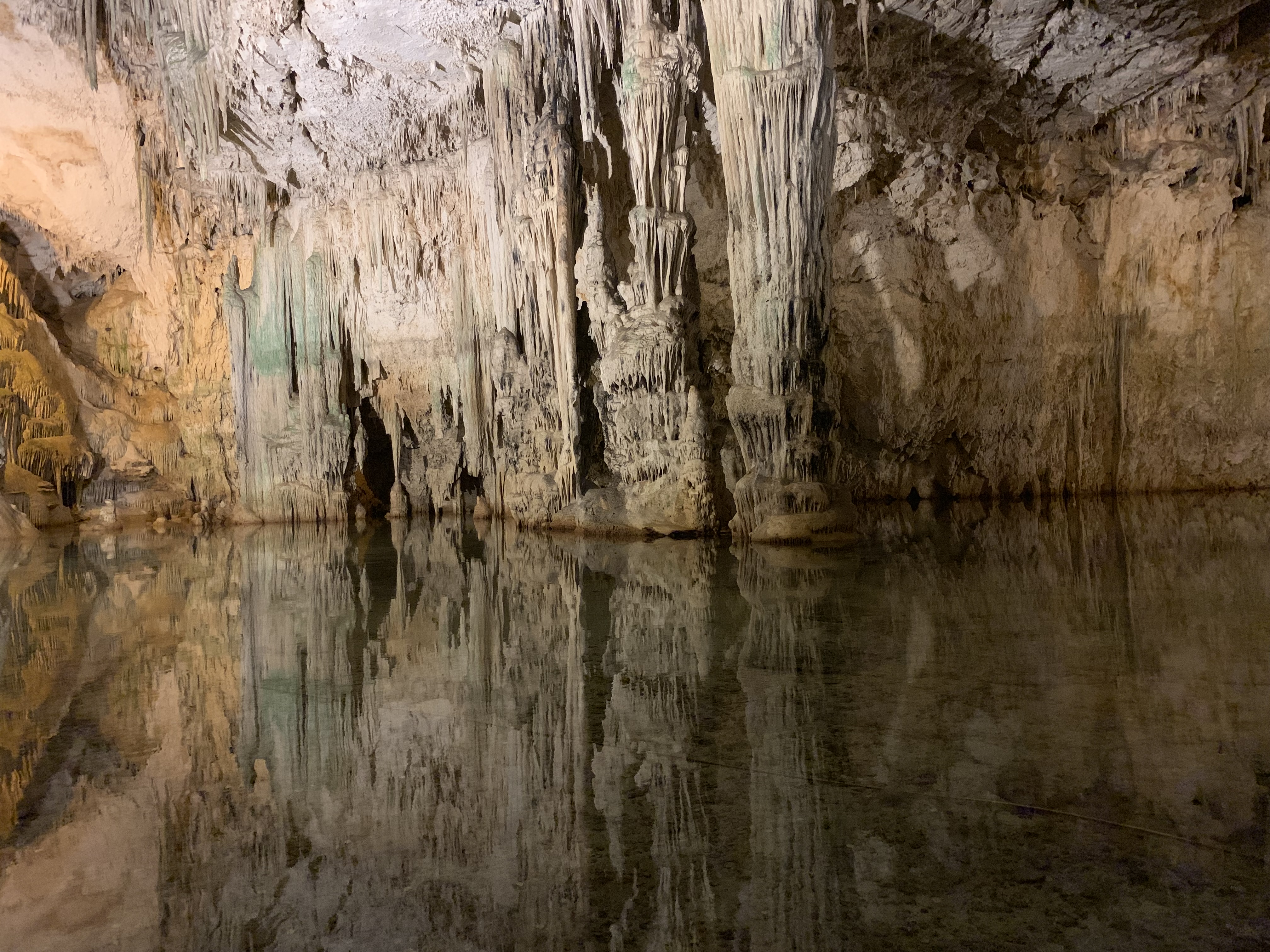

## Morfologia
La lunghezza totale della grotta è stimata approssimativamente intorno ai 4 km, ma solo alcune centinaia di metri sono visitabili dal pubblico. All'interno si trovano conformazioni calcaree come stalattiti e stalagmiti, e un lago salato di circa 120 metri di lunghezza, il cui livello è lo stesso di quello del mare. La grotta fu un tempo abitata dalla Foca monaca, ma al giorno d'oggi non vi è più traccia.

## Altre grotte
Nelle vicinanze si trovano anche altre decine di grotte sia di superficie che subacquee: le più conosciute tradizionalmente sono la grotta dei Pizzi e Ricami, accessibile solo via mare e la gigantesca grotta dell'Altare meglio conosciuta come Grotta Verde, visitabile con speciale permesso e con ingresso possibile da terra situato circa 100 m prima del piazzale parcheggio di Capo Caccia. Quest'ultima grotta è molto importante dal punto di vista scientifico poiché vi sono dei graffiti neolitici e vi state ritrovate sepolture e vasellame risalenti al neolitico. Sott'acqua inoltre esistono molte altre grotte ubicate circa 100 m a sud, sotto la punta del massiccio di Capo Caccia, che compongono un vasto sistema carsico sommerso in cui la grotta più famosa e vasta è quella di Nereo.

## Cinema

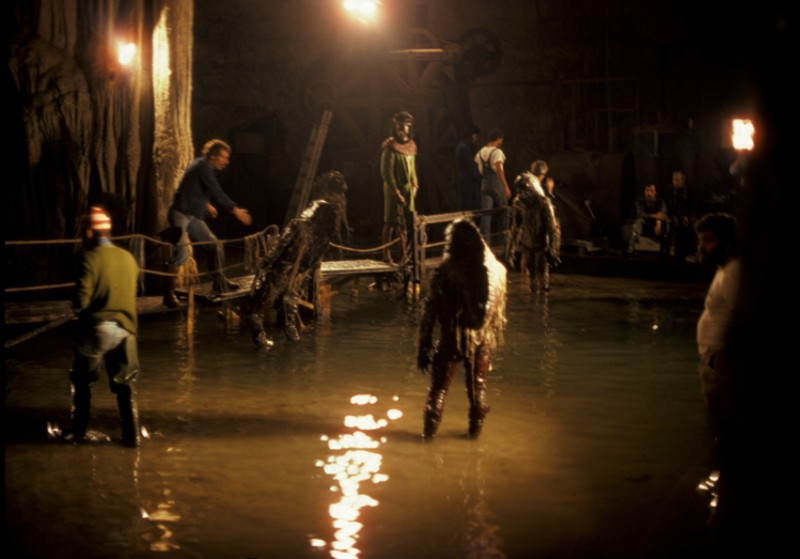
Backstage sul set del film L'isola degli uomini pesce nel lago centrale delle grotte.

Nell'estate del 1978 nella grotta di Nettuno è stato girato il film L'isola degli uomini pesce con regia di Sergio Martino e con protagonista Barbara Bach. La grotta è diventata quindi per circa 2 mesi un gigantesco set dove sono stati costruiti una piccola nave ed una piattaforma in stile ottocentesco simile agli ambienti delle avventure fantascientifiche dei racconti di Jules Verne. Il film è uscito in Italia ed Europa nel 1979. A seguito di ampie modifiche, il film viene pubblicato anche negli Stati Uniti in due versioni: Something Waits in the Dark (1980) e Screamers (1981).